# Дистаннид трижелеза
Дистаннид трижелеза — бинарное интерметаллическое неорганическое соединение
железа и олова
с формулой Fe3Sn2,
кристаллы.

## Получение
- Сплавление стехиометрических количеств чистых веществ:

{\displaystyle {\mathsf {3Fe+2Sn\ {\xrightarrow {806^{o}C}}\ Fe_{3}Sn_{2}}}}

## Физические свойства
Дистаннид трижелеза образует кристаллы
моноклинной сингонии,

параметры ячейки a = 1,353 нм, b = 0,534 нм, c = 0,920 нм, β = 103°, Z = 8
.
Соединение по перитектической реакции при температуре 806°С  (807°С , 815°С ).
При температуре ниже 607°С соединение находится в метастабильном состоянии.